# Jeb Bush
John Ellis Bush, mais conhecido como Jeb Bush (Midland, 11 de fevereiro de 1953) é filho do ex-presidente George H. W. Bush, e o irmão do ex-presidente dos Estados Unidos George W. Bush. Jeb Bush foi o 43.º governador da Flórida.
Jeb nasceu em Midland, no oeste do Texas, mas foi criado em Houston, sendo segundo filho de George H. W. Bush e sua esposa Barbara. Ele se formou na Phillips Academy em Andover, Massachusetts, no condado de Essex, e depois se graduou na Universidade do Texas, onde se formou em assuntos da América Latina. Em 1980, ele se moveu para a Flórida e foi trabalhar em desenvolvimento imobiliário e, em 1986, serviu como Secretário de Comércio do estado até 1988. Nesse ano, foi ajudar seu pai na sua campanha presidencial bem sucedida.
Em 1994, Bush fez sua primeira tentativa de se eleger para um cargo público, se candidatando a governador da Flórida mas perdeu para o incumbente Lawton Chiles, por uma margem de dois porcento. Bush concorreu novamente em 1998 e dessa vez venceu o democrata Buddy MacKay, com 55% dos votos. Ele concorreu a reeleição em 2002, derrotando Bill McBride com 56% dos votos válidos, se tornando o primeiro republicano a se eleger duas vezes para o cargo de governador da Flórida. Durante seu mandato, Bush trabalhou num ambicioso plano de revitalização dos everglades, lançou um programa piloto de privatização do Medicaid e iniciou reformas no sistema de educação do estado. Ele baixou impostos sobre empresas e trabalhadores, eliminou leis de segurança empregatícia para empregados estaduais e defendeu direito a porte de armas pelos cidadãos. Foi criticado por apontar para administração pública empregados de linha partidária e ideológica, ao invés de prezar pela competência individual. A economia da Flórida melhorou consideravelmente durante sua gestão, puxado principalmente pelo boom imobiliário do final dos anos 90.
No ano 2000, quando seu irmão mais velho, George W. Bush, concorreu a presidência, o estado da Flórida foi um dos palcos mais importantes da disputa. George Bush venceu por apenas 537 votos, ou 0,009% de diferença. Com uma margem tão pequena, as leis estaduais determinavam que uma recontagem era possível. Embora Jeb tenha se declarado impedido na questão devido ao fato de seu irmão estar na disputa, críticos e jornalistas, assim como os democratas, afirmam que Jeb Bush interferiu, nos bastidores, para ajudar o irmão e no final, apesar da lei, não haveria recontagem oficial mas a controvérsia a respeito deu tempo para a Suprema Corte americana, no caso Bush v. Gore, dar a vitória para George.
A 15 de junho de 2015, Jeb anunciou oficialmente o começo de sua campanha para conseguir a indicação do Partido Republicano ao cargo de presidente dos Estados Unidos nas eleições de 2016. Porém, após fracos resultados nas pesquisas e nas primeiras prévias do partido, ele anunciou que estava suspendendo sua campanha, em fevereiro de 2016.